# ブラボー!ムッシュ・ルモンド(地球讃歌)
「ブラボー! ムッシュ・ルモンド（地球賛歌）」 (Bravo Monsieur Le Monde) は、フランスのシャンソンである。

## 概要
1973年にピエール・ドラノエ (Pierre Delanoe) 作詞、ミシェル・フュガン (Michel Fugain) 作曲で作られたシャンソンである。2005年日本国際博覧会（愛知万博）のイメージソングに採用された。
愛知万博で使用された際の訳詞は加藤修滋による。

## 愛知万博
愛知万博で使用された歌の内容は、我々生きとし生きるものを守り育んできた地球の素晴らしさと、地球への感謝の気持ちを歌ったものであり、「愛・地球博」と名付けられた同万博にふさわしいイメージソングとなっている。
21世紀初の万博にちなんで、世界21か国語で歌われまた、狩人をはじめ28人がCD競作をしている。8か国語15ヴァージョンの入ったCD「ブラボー!ムッシュ・ルモンド世界各国語集」は、万博会場でVIPに配布された（非売品）。